# Championnats du monde de skyrunning
Les championnats du monde de skyrunning sont une compétition biennale organisée par la Fédération internationale de skyrunning (ISF) qui désigne un champion du monde pour chaque discipline majeure du skyrunning. À leur création en 2010, les championnats avaient lieu tous les quatre ans, ils ont lieu tous les deux ans depuis 2014. Depuis cette date, est également disputé l'Ultra SkyMarathon.

## Histoire
Des premiers championnats du monde de skyrunning sont organisés en 1998 à Cervinia par la Fédération des sports d'altitude. Cette première compétition devient par la suite les SkyGames.
Les championnats actuels sont créés en 2010 par la Fédération internationale de skyrunning et sont programmés tous les quatre ans en alternance avec les SkyGames. Deux épreuves sont au programme, le kilomètre vertical couru dans le cadre du Dolomites Vertical Kilometer et le SkyMarathon couru dans le cadre du Giir di Mont. Des championnats du monde d'Ultra SkyMarathon ont également lieu en 2010 mais de manière séparée. Organisés dans le cadre du Trofeo Kima, ils sont ouverts à tous les coureurs,.
Avec la disparition des SkyGames, les championnats adoptent un rythme biennal à partir de 2014. L'épreuve d'Ultra SkyMarathon rejoint officiellement les championnats cette année et les trois épreuves sont regroupés autour d'un seul événement, le marathon du Mont-Blanc. Cette manière de faire se poursuit les éditions suivantes avec le Buff Epic Trail en 2016 et 2020 ainsi que la Skyline Scotland en 2018 mais en 2022, les épreuves sont à nouveau séparées sur plusieurs événements.
Prévus à l'origine du 10 au 12 juillet 2020, les championnats 2020 sont reportés à 2021 en raison de la pandémie de Covid-19.

## Disciplines
Les championnats du monde proposent trois épreuves individuelles pour les trois catégories du skyrunning :
- Un SkyMarathon, d'une distance d'au moins 30 kilomètres mais de moins de 5 heures ;
- Un Ultra SkyMarathon, d'une distance comprise entre 50 et 99 km mais de moins de 16 heures ;
- Un kilomètre vertical, d'un dénivelé positif de 1 000 m sur moins de 5 kilomètres.

Un quatrième classement individuel est proposé, le combiné, qui additionne aux points les classements des épreuves de SkyMarathon et de kilomètre vertical.
Un classement des nations récompense les équipes nationales en additionnant les points des coureurs dans les trois épreuves. Seuls les athlètes des équipes nationales peuvent participer aux championnats,.

## Éditions
| Édition | Année | Pays    | Kilomètre vertical                        | Kilomètre vertical | SkyMarathon                          | SkyMarathon  | Ultra SkyMarathon                 | Ultra SkyMarathon |
| ------- | ----- | ------- | ----------------------------------------- | ------------------ | ------------------------------------ | ------------ | --------------------------------- | ----------------- |
| 1re     | 2010  | Italie  | Dolomites VK, Canazei                     | 16 juillet         | Giir di Mont SkyMarathon, Premana    | 25 juillet   | Non disputé                       | Non disputé       |
| 2e      | 2014  | France  | KV du Mont-Blanc, Chamonix                | 27 juin            | 42km du Mont-Blanc, Chamonix         | 29 juin      | 80km du Mont-Blanc, Chamonix      | 27 juin           |
| 3e      | 2016  | Espagne | Buff Epic VK, La Vall de Boí              | 22 juillet         | Buff Epic 42K, La Vall de Boí        | 22 juillet   | Buff Epic 105K, La Vall de Boí    | 23 juillet        |
| 4e      | 2018  | Écosse  | Mamores VK, Kinlochleven                  | 13 septembre       | Ring of Steall SkyRace, Kinlochleven | 15 septembre | Ben Nevis Ultra, Kinlochleven     | 14 septembre      |
| 5e      | 2020  | Espagne | Buff Epic VK, La Vall de Boí              | 9 juillet          | Buff Epic 42K, La Vall de Boí        | 11 juillet   | Buff Epic 65K, La Vall de Boí     | 10 juillet        |
| 6e      | 2022  | Italie  | Rampigada Vertical, San Domenico di Varzo | 9 septembre        | La Veia SkyRace, Bognanco            | 11 septembre | Bettelmatt SkyUltra, Riale        | 10 septembre      |
| 7e      | 2024  | Espagne | VK Los Neveros, Ágreda                    | 6 septembre        | Desafío Urbión, Covaleda             | 8 septembre  | Desafío Urbión SkyUltra, Covaleda | 7 septembre       |

## Podiums

### SkyMarathon
| Édition | Or                | Argent             | Bronze                |
| ------- | ----------------- | ------------------ | --------------------- |
| 2010    | Kílian Jornet     | Marco De Gasperi   | Luis Alberto Hernando |
| 2014    | Kílian Jornet     | Michel Lanne       | Tom Owens             |
| 2016    | Stian Angermund   | Tom Owens          | Ismail Razga          |
| 2018    | Kílian Jornet     | Nadir Maguet       | Stian Angermund       |
| 2020    | Manuel Merillas   | Christian Mathys   | Ruy Ueda              |
| 2022    | Roberto Delorenzi | Frédéric Tranchand | Ruy Ueda              |
| 2024    | Alain Santamaría  | Lorenzo Beltrami   | Ruy Ueda              |

| Édition | Or                 | Argent                   | Bronze              |
| ------- | ------------------ | ------------------------ | ------------------- |
| 2010    | Laetitia Roux      | Mireia Miró Varela       | Emanuela Brizio     |
| 2014    | Elisa Desco        | Megan Kimmel             | Stevie Kremer       |
| 2016    | Maite Maiora       | Azara Garcia             | Elisa Desco         |
| 2018    | Tove Alexandersson | Victoria Wilkinson       | Holly Page          |
| 2020    | Marcela Vašínová   | Oihana Kortazar          | Marta Molist Codina |
| 2022    | Denisa Dragomir    | Patricia Pineda Cornejo  | Martina Cumerlato   |
| 2024    | Louise Jernberg    | Barbro Fjällstedt Oljans | Karina Carsolio     |

### Kilomètre vertical
| Édition | Or               | Argent               | Bronze             |
| ------- | ---------------- | -------------------- | ------------------ |
| 2010    | Urban Zemmer     | Nicola Golinelli     | Manfred Reichegger |
| 2014    | Kílian Jornet    | Bernard Dematteis    | Urban Zemmer       |
| 2016    | Stian Angermund  | Saúl Antonio Padua   | Hannes Perkmann    |
| 2018    | Rémi Bonnet      | Thorbjørn Ludvigsen  | Stian Angermund    |
| 2020    | Ruy Ueda         | Daniel Osanz Laborda | Roberto Delorenzi  |
| 2022    | Joseph DeMoor    | Marcello Ugazio      | Alex Oberbacher    |
| 2024    | Alain Santamaría | Joseph DeMoor        | Alex Oberbacher    |

| Édition | Or               | Argent               | Bronze            |
| ------- | ---------------- | -------------------- | ----------------- |
| 2010    | Laetitia Roux    | Antonella Confortola | Angela Mudge      |
| 2014    | Laura Orgué      | Stevie Kremer        | Christel Dewalle  |
| 2016    | Laura Orgué      | Maite Maiora         | Paula Cabrerizo   |
| 2018    | Laura Orgué      | Lina El Kott         | Hillary Gerardi   |
| 2020    | Marcela Vašínová | Oihana Kortazar      | Iris Pessey       |
| 2022    | Maude Mathys     | Christel Dewalle     | Alessandra Schmid |
| 2024    | Naiara Irigoyen  | Paola Stampanoni     | Benedetta Broggi  |

### Ultra SkyMarathon
| Édition | Or                    | Argent              | Bronze                    |
| ------- | --------------------- | ------------------- | ------------------------- |
| 2014    | Luis Alberto Hernando | François D'Haene    | Ben Duffus                |
| 2016    | Luis Alberto Hernando | Andy Symonds        | Javier Dominguez-Ledo     |
| 2018    | Jonathan Albon        | André Jonsson       | Luis Alberto Hernando     |
| 2020    | Marc Casal Mir        | Manuel Anguita Bayo | Borja Fernández Fernández |
| 2022    | Cristian Minoggio     | Blake Turner        | Alejandro Mayor Guzmán    |
| 2024    | Cristian Minoggio     | Jesús Gil García    | Shoma Otagiri             |

| Édition | Or                | Argent           | Bronze              |
| ------- | ----------------- | ---------------- | ------------------- |
| 2014    | Emelie Forsberg   | Anna Frost       | Magdalena Łączak    |
| 2016    | Caroline Chaverot | Eva María Moreda | Jasmin Paris        |
| 2018    | Ragna Debats      | Gemma Arenas     | María Mercedes Pila |
| 2020    | Maite Maiora      | Gemma Arenas     | Giuditta Turini     |
| 2022    | Giuditta Turini   | Gemma Arenas     | Sandra Sevillano    |
| 2024    | Giulia Marchesoni | Honoka Akiyama   | Gemma Arenas        |